# Forte Baraccone
Il Forte Baraccone è un edificio difensivo che si trova sulle Prealpi Liguri, in provincia di Savona.

## Storia

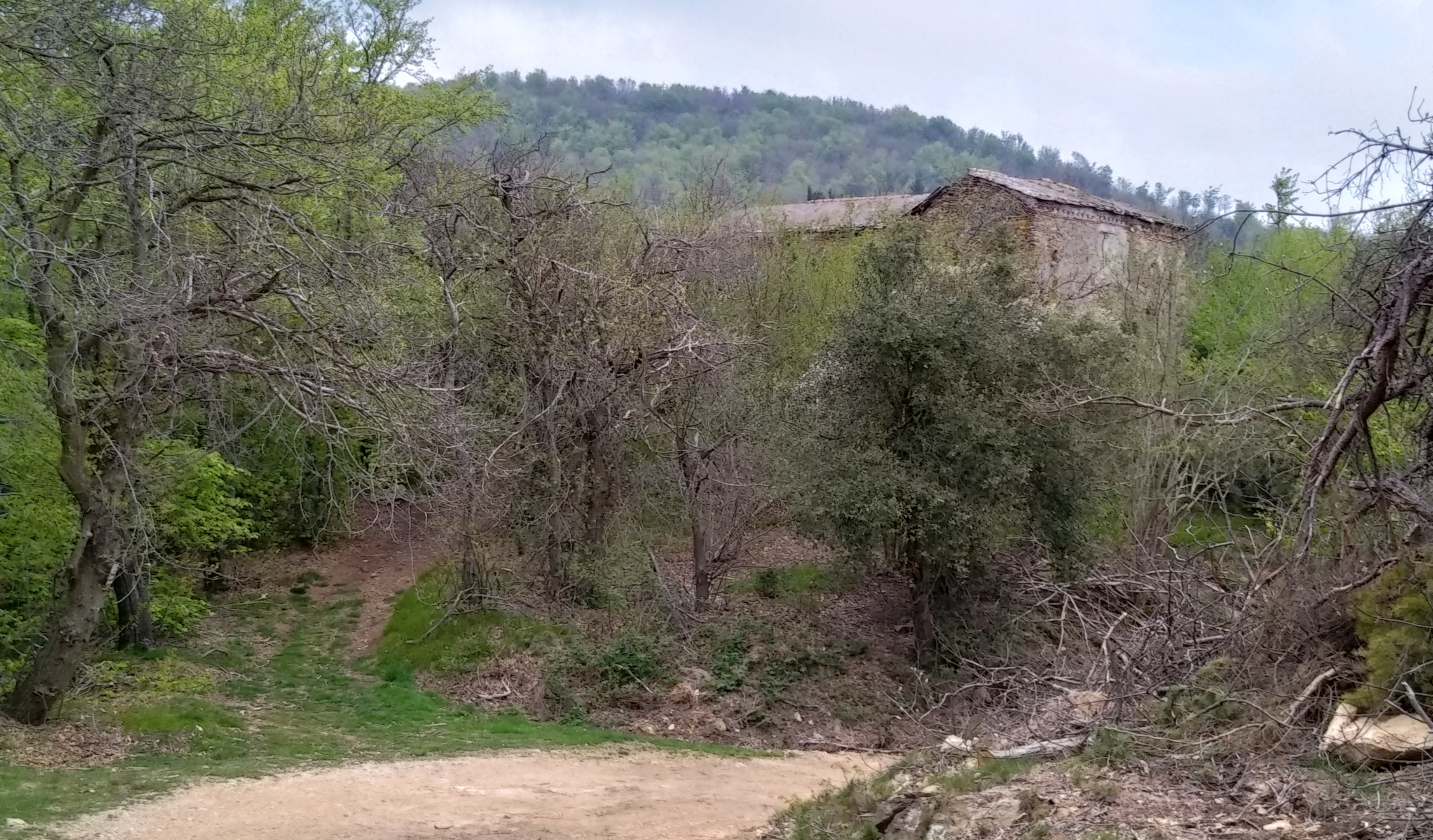
Il forte con, sullo sfondo, il monte Baraccone

La costruzione del forte è legata a una storica inimicizia tra gli abitanti del comune di Quiliano, collocato a ridosso della costa ligure, e quelli di Altare, che si trova invece in alta Val Bormida. Mentre Quiliano apparteneva alla Repubblica di Genova Altare fu feudo monferrino e poi sabaudo. Tra i due paesi esisteva infatti un contenzioso per lo sfruttamento dei boschi della zona, così che la Repubblica di Genova, per evitare scontri, costruì la fortezza del Baraccone, nella quale risiedeva un piccolo presidio armato. Dal forte prese il nome la sovrastante montagna. L'azione di interdizione venne meno durante le guerre napoleoniche, e gli scontri nel 1799 ripresero con particolare violenza. Il 26 febbraio di quell'anno una vera e propria battaglia contrappose centinaia di combattenti, con i quilianesi guidati dal capitano Giuseppe Maria Bonelli.

## Descrizione del forte

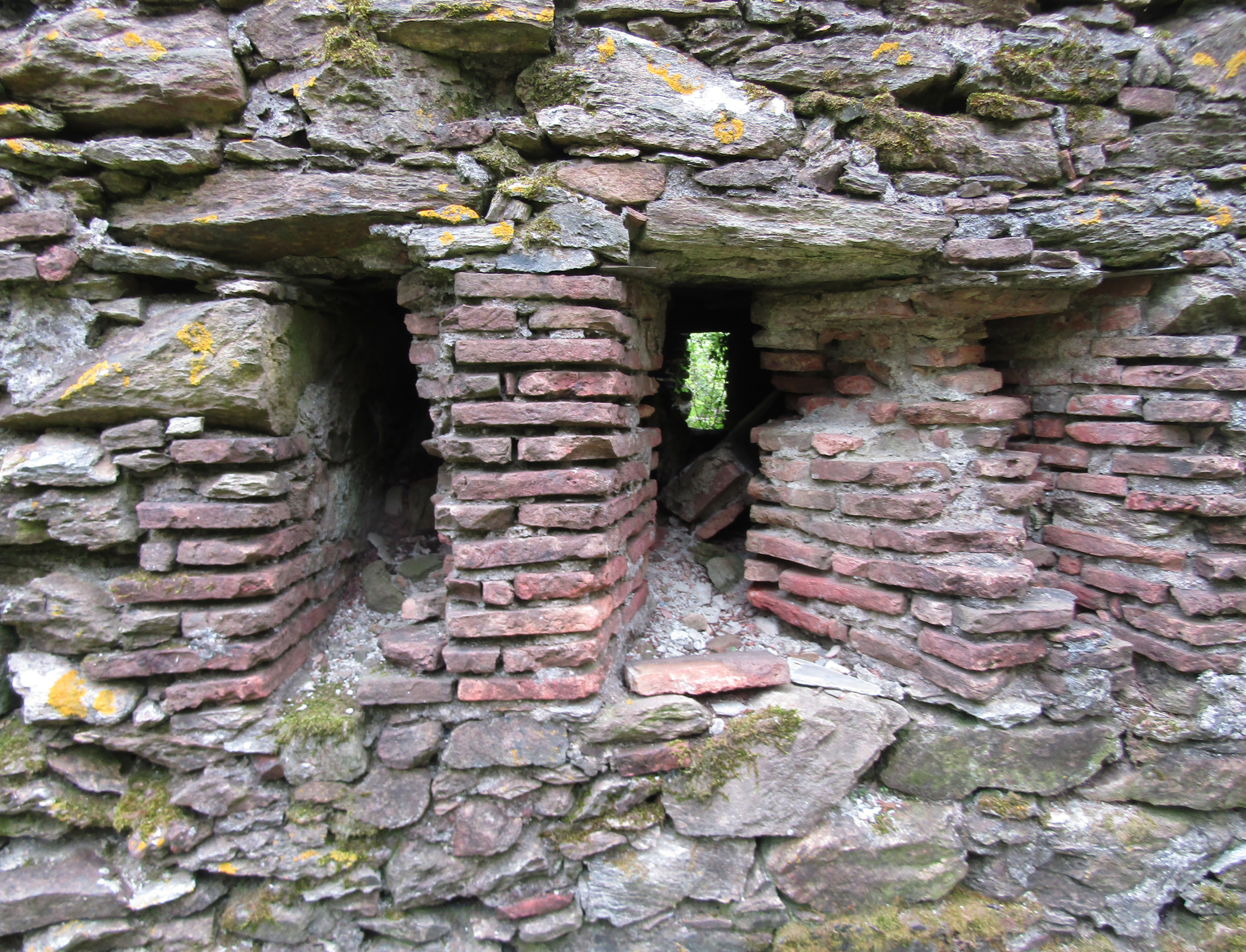
Dettaglio delle feritoie

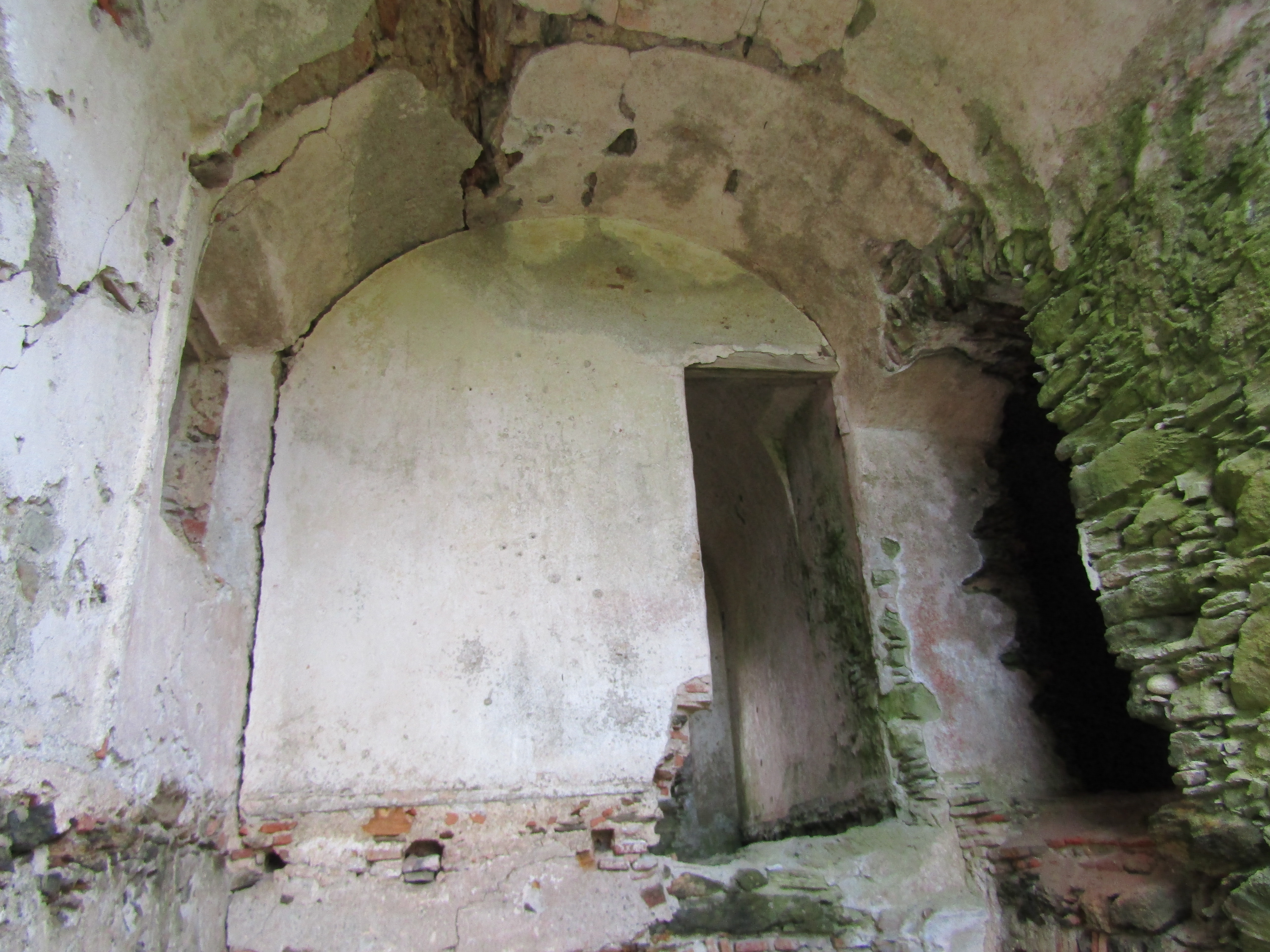
L'interno del forte

Il forte è collocato sullo spartiacque padano/ligure, a 669  m s.l.m., poco a sud-ovest del Colle del Baraccone. Si trova in comune di Altare, nei pressi del confine con quello di Quiliano. L'edificio fortificato è a pianta grossomodo rettangolare; al suo interno sono presenti varie volte a botte. Alcune feritoie in laterizio ne facilitavano la difesa con le armi da fuoco. Oggi il forte risulta in stato di abbandono, con alcune delle murature e parte delle strutture interne crollate.
A fianco dell'edificio, sullo sterrato che corre nei pressi del crinale, transita l'Alta Via dei Monti Liguri.